# Gimo
Gimo er det næststørste byområde i Östhammars kommun i Uppsala län i Sverige. Byen ligger i Roslagen cirka 20 kilometer vest for Upplands kyst og cirka 50 kilometer nordøst for Uppsala. Byen rummer Uppsala läns største private arbejdsplads, Sandvik Coromants fabrik som også er en af verdens største producenter af hårdmetalvarer.

## Historie
Bynavnet kommer fra det gamle ord Gimmu, som betyder gimma (gab eller åbning) med hentydning til et vands udløb i et større vandløb. Der findes flere levn fra fortiden i området, et af disse er Gimostenen, en runesten som står ved Gimo dam. Den ældste bygning i Gimo, Skäfthammars kyrka som ligger ved länsväg 288, blev indviet i 1400-tallet. Øvrig ældre bebyggelse er hovedsageligt koblet til jernværket, blandt andet Gimo herregård.

## Industrihistorie
Gimo har en lang industrihistorie som går fra 1615, hvor staten anlagde en fabrik her. Louis de Geer fik siden han adledes tilladelse at indkøbe Gimo bruk som han forpagtede fra starten. Under ledelse af de Geers udviklede anlægget i Gimo sig til et jernværk med både højovn og hammer. Den de Geerske slægt kom til at eje fabrikken frem til 1756, hvor den blev overtaget af forretningsmændene John Jennings og Robert Finlay.
Jernværket blev grundlagt af staten og blev fra 1615 til 1645 drevet med familien Reuterskiöld som ejere. I starten af 1900-tallet blev det omdannet til et aktieselskab og gik konkurs omkring 1920. Skoven havnede da i Korsnäs AB's eje.
Rockwool fremstillede mineraluld på en fabrik i Gimo i årene 1954 til 1992.
I 1940'erne fik Wilhelm Haglund ansvaret for udviklingen af Sandvikens Jernverks (det nuværende Sandvik AB) produktion af hårdmetalværktøj. Under hans ledelse ledte man efter et egnet sted til en ny fabrik og valgte så Gimo. I 1951 etablerede man sig her og har siden da udviklet anlægget til dagens verdensledende industri.

## Nuværende erhvervsliv
I dag domineres bebyggelsen af en hårdmetalindustri i form af Sandvik Coromant, med cirka 1500 ansatte (2017). Her fremstilles meget hårde metalskær som eksporteres over hele verden. Skærene fremstilles af pulvermetal som presses sammen under højt tryk. Virksomheden er opdelt i to afdelinger, en som fremstiller selve skærene og en som fremstiller holderne som skærene sidder i.
Derudover rummer byen et antal virksomheder, både værksteds- og servicevirksomheder, blandt andet konference- og hotelstedet Gimo herregård. Gimo företagarförening arbejder for at samle og udvikle byens erhvervsliv. Der findes også tre pizzeriaer og to tankstationer.

## Bebyggelsen
I Gimo findes to børnehaver, specialskole, ressourceskole og to gymanasieskoler. Der findes tre grundskoler, Vretaskolan (0.-2. klasse), Hammarskolan (3.-5. klasse) og Vallonskolan (6.-9. klasse). Byen har også bemandet, åben børnehave med familiecentral. De to gymnasieskoler er Gimo Bruksgymnasium og Wilhelm Haglunds gymnasium. Wilhelm Haglunds er et industriteknisk gymnasium som er 91 % ejet af Sandvik Coromant.
Gimo herregård, som blev bygget i 1700-tallet, anvendes idag som hotel- og konferencested og er en seværdighed for især besøgende i byen.

## Sport og fritid
Gimo rummer et antal anlæg for fritidsaktiviteter: Et friluftsbad ved Gimo dam, svømmehal, skøjtehal, idrætshal, padelbaner, rideklub, kampsportsklub, gymnastik, en mindre friidrætsplads samt flere fodboldplæner heraf en kunstgræsplæne, indviet i 2010.
Her ligger også Gimo ski center, hvor der kan løbes langrend om vinteren. Anlægget drives af Gimo IF Skidklubb. Der findes pister med forskellige længder, heraf en på 3,5 km med kunstsne og lys. Gimo IF er den største idrætsforening i byen og har flere forskellige afdelinger for forskellige sportsgrene.
Upplandsleden går gennem Gimo. Etape 10 fra Kolarmora slutter her og etape 11 til Österbybruk starter. En anden populær vandresti er Dammleden, som går rundt om Gimo dam.

## Begivenheder
På den 20. dag efter jul, den 13. januar hvert år, er det Knutmasso. Det er et traditionsmæssigt maskeradekarneval som finder sted på Bruksgatan i Gimo. Festlighederne fortsætter senere på aftenen i laden ved idrætsarenaen med dansende, maskerede mennesker. Bedste kostume vinder en symbolsk sum penge som ofte er mindre end hvad masken i sig selv har kostet at fremstille. Gimos museum, Knutmassomuseet, ligger på samme gade hvor karnevalet finder sted, hvor der vises gamle masker som har været båret gennem årene.

## Forbindelser
Upplands Lokaltrafik har busforbindelser til og fra Gimo. På hverdage går der busser til Uppsala og Östhammar langs med länsväg 288 hver halve time i myldretiderne og ellers hver hele time. Der går også busser til og fra Tierp på länsväg 292. Jernbanelinjen Örbyhus-Hallstavik går gennem byen og kører kun godstrafik. Tidligere gik der også tog til Faringe fra Gimo jernbanestation på Faringe-Gimo jernbane.

## Berømte bysbørn
- Martin Sjögren (født 1977), fodboldtræner og tidligere fodboldspiller.

## Billeder
- Gimo herregård
- Gimo torg
- Skäfthammars kyrka
- Sandvik Coromant i Gimo
- "Välkommen till Gimo", skilt set fra den sydlige indkørsel på länsväg 288.
- Knutmassomuseet i Gimo
- Gimo dam
- Det gamle lighus i Gimo
- Kulhus ved Lilldammen og nær Gimo herregård
- Stenhusgatan i Gimo
- Fodboldplænen (kunstgræs) på Gimo IP. Til højre ses Gimo skøjtehal.
- Wilhelm Haglunds gymnasium i Gimo
- Knutmasso i Gimo
- Gimo set fra den nordlige indkørsel på länsväg 288
- Hammeren ved Gimo herregård
- Runestenen ved Gimo dam